# رآکتور ناپیوسته

نماد رآکتور ناپیوسته

رآکتور (واکنشگاه) ناپیوسته اصطلاحی عمومی برای نوعی مخزن است که به‌طور گسترده‌ای در صنایع فرایندی به کار می‌رود. نام آن به اشتباه مصطلح شده چرا که مخازنی از این نوع در انواع مختلفی از عملیات فرایندی مانند انحلال مواد جامد، اختلاط محصول، واکنش‌های شیمیایی، تقطیر ناپیوسته، تبلور، استخراج مایع/مایع و پلیمریزاسیون استفاده می‌شوند. در برخی موارد، از آنها به عنوان رآکتور یاد نمی‌شود اما نامی دارند که نشان دهندهٔ نقشی است که ایفا می‌کنند (مانند بلورساز، یا رآکتور زیستی).
یک رآکتور ناپیوستهٔ نوعی متشکل از یک مخزن ذخیره به همراه یک همزن و سیستم گرمایش/سرمایش یکپارچه است. اندازهٔ این ظروف می‌تواند از کمتر از یک لیتر تا ۱۵٬۰۰۰ لیتر متغیر باشد. آنها معمولاً از فولاد، فولاد ضدزنگ، فولاد آستر شیشه ای، شیشه، یا آلیاژ غیربومی ساخته می‌شوند. مایعات و جامدات معمولاً از طریق اتصالات موجود در روکش بالایی رآکتور وارد می‌شوند. بخارات و گازها نیز از طریق اتصالات بالایی خارج می‌شوند. مایعات معمولاً از قسمت پایین تخلیه می‌شوند.
مزایای رآکتور ناپیوسته به چندکاره (تطبیق پذیری) آن بر می‌گردد. یک ظرف به تنهایی می‌تواند دنباله ای از عملیات مختلف را بدون نیاز به شکستن حصر انجام دهد. این امر به ویژه هنگام فراورش ترکیبات سمی یا فشار قوی مفید است.